# Mark Arie
Mark Arie (n. 27 martie 1882, Thomasboro⁠(d), Comitatul Champaign, Illinois, SUA – d. 19 noiembrie 1958, Champaign⁠(d), Illinois, SUA) a fost un trăgător de tir ce a reprezentat Statele Unite ale Americii, medaliat olimpic. A participat la o ediție a Jocurilor Olimpice (1920) în care a câștigat două medalii de aur.